# Embalse de Sheksná
El embalse de Sheksná o de Sheksninskoe (del ruso: Шексни́нское водохрани́лище) es un gran embalse o lago artificial de Rusia, uno de los mayores del país, empezado en 1963 y finalizado en 1964. Se construyó en el río Sheksná y el lago Béloye, ocupando parte de los raiones de Belozersk, Vashki, Kirílov y Sheksná de la óblast de Vologda. El embalse está formado por la presa de la central hidroeléctrica de Sheksná, construida en el asentamiento urbano de Sheksná.
El embalse de Sheksná es parte de la vía navegable Volga-Báltico y se utiliza tanto por cruceros como para el tráfico de carga. Tanto el canal del Dvina Septentrional, que conecta las cuencas del Volga y del río Dvina Septentrional a través del lago Kubenskoye, y el canal Belozersky, que evita el lago Beloye, conectan con el embalse de Sheksná.
A principios del siglo XIX, el sistema del canal Mariinsky fue abierto para conectar las cuencas fluviales del Volga y del Neva a través del lago Onega. El sistema fue muy utilizado, pero en el siglo XX ya no podía soportar el aumento del tráfico de carga, y se decidió reconstruir el antiguo sistema, construyendo la Vía Volga-Báltico. La represa de Sheksná fue parte de este proyecto. La construcción tuvo lugar en 1963-1964. La longitud de la presa del embalse es de 1100 metros, el complejo de la presa incluye 2 esclusas. La parte inferior de la presa es el embalse de Rybinsk.
Las dos únicas ciudades a orillas del embalse son Belozersk y Kirílov. El embalse se construyó como un río relativamente estrecho río arriba de Sheksná, y se abre más río arriba.